# 123. brigada HV
123. požeška brigada HV formirana je krajem listopada 1991. od 63. samostalnoga bataljuna i 4. bataljuna 108. brodske brigade.
Dana 10. prosinca 1991, skupa s 121. novogradiškom brigadom, u sklopu operacija Orkan '91., započinje akciju čišćenja 13 psunjskih sela. Uz 2 ranjenih, zauzimaju se neprijateljska uporišta u mjestima Vučjak Čečavački, Ruševac, Jeminovac, Sinlija, Snjegović, Čečavac, Resna, Golobradac, Milanovac, Peranci, Ozdakovci i Milivojevci. U nastavku operacije, sredinom prosinca osvajaju mjesta Gornji Vrhovci, a zatim Zvečevo, Striježevica, Bogdašići i druga.
Dana 21. prosinca započinje borba za Kamensku, koju HV zauzima 24. prosinca. Dan kasnije oslobođeno je Bučje, a u susjednim Ožegovcima, brigada se spaja s postrojbama slatinske 136. brigade, koja je stigla iz pravca Zvečeva, te virovitičke 127. brigadom, koja je stigla preko Grahovljana, Dragovića i Novog Sela.
Do Sarajevskog primirja, brigada je imala 57 poginulih i 402 ranjena pripadnika, a nakon primirja brigada postaje ročna brigada HV.
Nikad nije dokazano, ali se sumnja da su pripadnici ove postrojbe 21. veljače 1992. godine minirali Spomenik pobjedi naroda Slavonije.